# Kæphest (begreb)
 Denne artikel omhandler kæphest som begreb. Opslagsordet har også en anden betydning, se Kæphest.
En kæphest som begreb betegner noget, man elsker at beskæftige sig med, er meget optaget af (især på en ensidig måde), tillægger (uforholdsmæssig) stor betydning eller ustandselig taler om, man bruger udtrykket at "ride sin kæphest" når giver udtryk for sin mening på den måde. Det kan f.eks. være en kær hobby, såsom at samle på frimærker, eller gå op i at vide alt om dinosaurer. Det kan også være at være meget engageret i en bestemt græsrodsorganisation eller et politisk parti. Det kan også betegne et princip eller en hjertesag, som man gerne vil arbejde for, som f.eks. kvinders ligestilling.
Hvis ens kæphest er et bestemt princip, der nidkært kræves overholdt, kan man også tale om principrytteri.

## Note
1. ↑  kæphest — Ordbog — Den Danske Ordbog